# Domingo de Jesús Maria

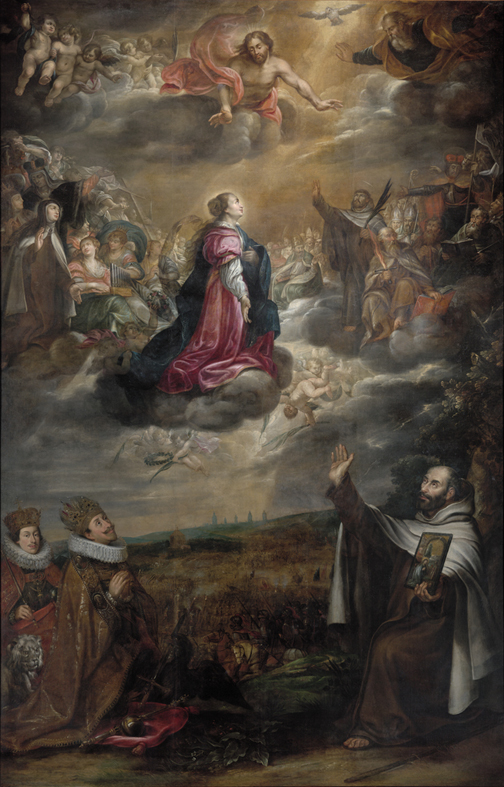
Obra situada sobre l'altar major de l'església de la Mare de Déu de les Victòries, al barri de Dolenta Strana. Obra de l'artista Antonin Stevens (1641)

Domingo de Jesús Maria   (ciutat de Calatayud, 16 de maig de 1559 (Gregorià) - Viena, 16 de febrer de 1630) també conegut com a Domingo Ruzola (o Ruzzola) López o Domingo Urrusolo López, va ser un monjo carmelita descalç del Regne d'Aragó que va ostentar importants càrrecs dins de l'Ordre i que fou famós per la seva participació a la Guerra dels Trenta Anys, així com per la fundació del monestir que l'orde té a Gant. També per la seva intercessió en el suposat miracle de la batalla de la Muntanya Blanca al Regne de Bohèmia, amb la imatge que va trobar de la Mare de Déu de les Victòries de Bohèmia. Actualment s'ha obert un procés de canonització per a elevar-lo a la santedat.

## Biografia
Carrera en els carmelites
Domingo Ruzzola o Urrusolo va néixer a Calataiud, al Regne d'Aragó, el 16 de maig de 1559. Orfe de pare als set anys, va ser acollit pel seu oncle, Francisco López, prior dels carmelites de la ciutat. Va entrar en aquest orde dels Calmelites el 1571, pronunciant els seus primers vots a l'edat de setze anys, abans de rebre l'autorització de passar-se a la reforma teresiana per a satisfer una necessitat de major perfecció. Va ser novici en els carmelites descalços de Pastrana, i va fer professió en 1590 sota el nom de Domingo de Jesús María. Va ser prior a la ciutat de València, al Regne de València, el 1594, després ho fou a Toledo, Regne de Castella, el 1599 i va ser triat vicari provincial al municipi de Madrid, el 1601.
Després d'haver-se retirat un temps al desert de Les Baluecas o de Bolarque, va ser enviat a Roma, per a reforçar la congregació a la Península Itàlica. Allí, des de 1604, va ser mestre de novicis, prior del convent de Santa Maria della Scala i després definidor general. En 1614, en el moment de la beatificació de Santa Teresa de Jesús, era fiscal general de l'Ordre. El 1615, va obrir a La Longara un asil per a pecadores: viuran d'almoines i seguiran la Regla de sant Agustí, però sense pronunciar vots religiosos, a l'espera del matrimoni o de l'entrada al monestir. Entre els anys 1617 i 1620, Domingo va ser posat al capdavant de l'Ordre. Com a general, afavorirà la creació d'un desert a Varazze, no lluny de Gènova.

### Batalla de la Muntanya Blanca
En qualitat de llegat del papa Gregori XV davant Ferran II del Sacre Imperi Romanogermànic, cap de la Lliga catòlica contra els insurgents protestants del Regne de Bohèmia, va marxar des de Roma al juny de 1620 per a reunir-se amb Maximilià I Josep de Baviera, en territori txec. Arribat al camp, va persuadir a aquest de lliurar batalla afirmant que la victòria futura de les forces catòliques li hi hauria estat revelada durant un èxtasis esdevingut durant la festa de l'Asumpció.
Mentre que els exèrcits de la Lliga Catòlica perseguien als rebels en direcció a Praga, el carmelita va visitar el Castell de Štěnovice, saquejat pels insurgents, i va descobrir un quadre de la nativitat de Jesús, danyat pels iconoclastes. Així se li va ocórrer la idea de consagrar-se al desenvolupament del culte d'aquesta desgraciada pintura.
Al seu retorn, entre els regiment del duc de Baviera, va rebre la notícia de l'adhesió del capità hongarès Gabriel Bethlen a la causa protestant. Penjant la imatge santa al seu coll, va pujar a un cavall i, crucifix en mà, va recórrer les tropes catòliques vociferant versos dels salms. El crucial combat que va seguir va ser anomenat la batalla de la Muntanya Blanca i va concloure, el 8 de novembre de 1620, amb la victòria dels exèrcits catòlics sobre els rebels del comte Federic V del Palatinat.
Després de l'èxit, que alguns van voler veure miraculós, el quadre de la Mare de Déu va ser solemnement exposat a Roma, al convent dels carmelites descalços, a la muntanya del Quirinal. Venerat sota el nom de la Mare de Déu de les Victòries, va rebre nombrosos donatius de part de prínceps europeus: corones i pedres precioses, així com les vint-i-cinc banderes preses a l'enemic durant la batalla.

### Fundació del convent a Gant
Després d'aquestes experiències bèl·liques, Domingo va ser rebut amb els braços oberts pels arxiducs Alberto i Isabel, governadors de Països Baixos hispans, a Brussel·les. Al juliol de 1621, va assistir a l'Arxiduc en la seva agonia.
D'altra banda, a la mateixa època, a l'escala que porta als pisos de la Infanta del Palau de Coudenberg, va ser aturat per cinc donzelles d'honor. Es tractava de Caterina de Barrea, filla d'Antoni de Barrea, governador del port marítim de Gant; Maria Magdalena de Parets, filla única de Cristòfol de Parets, comptador de la cavalleria de l'arxiduc; Maria de Hallewin, filla de François i Maria de Mérode, Magdalena Caterina de Conflans, filla d'Antoni de Conflans, marquès de Sant-Remi, i Marie-Philippine de Noyelles, filla de Hugues de Noyelles, el mestre de la casa de la Infanta. Cadascuna d'elles li comunicarà el seu desig d'ingressar a l'orde carmelita.
Domingo va intercedir davant l'arxiduquessa, que autoritzà al general Mathias de Saint-François per la fundació d'un nou convent carmelita a la ciutat de Gant. A aquest efecte, la priora de Mons, Léonore de Saint-Bernard, després d'haver admès les joves al noviciat, desembarcarà a la ciutat de Bavó de Gant, acompanyada de sis religioses més, un 21 de setembre de 1622.
Vuit dies més tard, prenen possessió del seu monestir, en el qual les donzelles de l'escala, com les anomenava Domingo, faran la seva entrada, el 21 de novembre de 1623, en presència de la Infanta i de la cort ducal.
Torna a Itàlia per Alemanya, Bèlgica i França. El 1622, accelera la canonització de Santa Teresa de Jesús i pren part en la creació i desenvolupament de la Congregació per a l'Evangelització dels Pobles. El 16 de febrer de 1630, mor a Viena, on intentava, en qualitat de llegat del papa Urbà VIII, reconciliar a l'emperador Ferran II i el duc Carles I Gonzaga-Nevers, enfrontats per la guerra de successió de Màntua.

## Galeria d'imatges

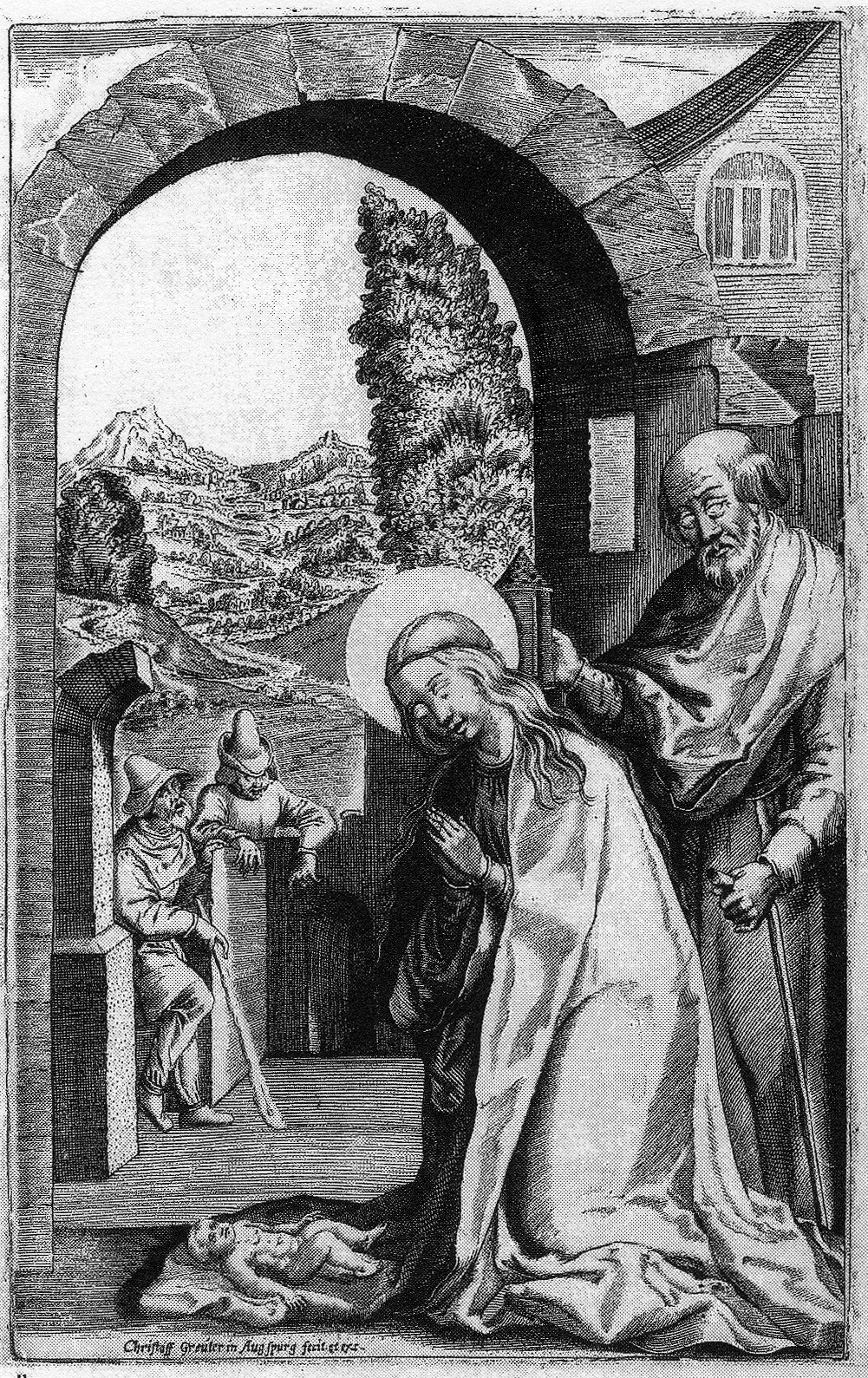
Gravat representant La Mare de Déu de les Victòries de Bohèmia.
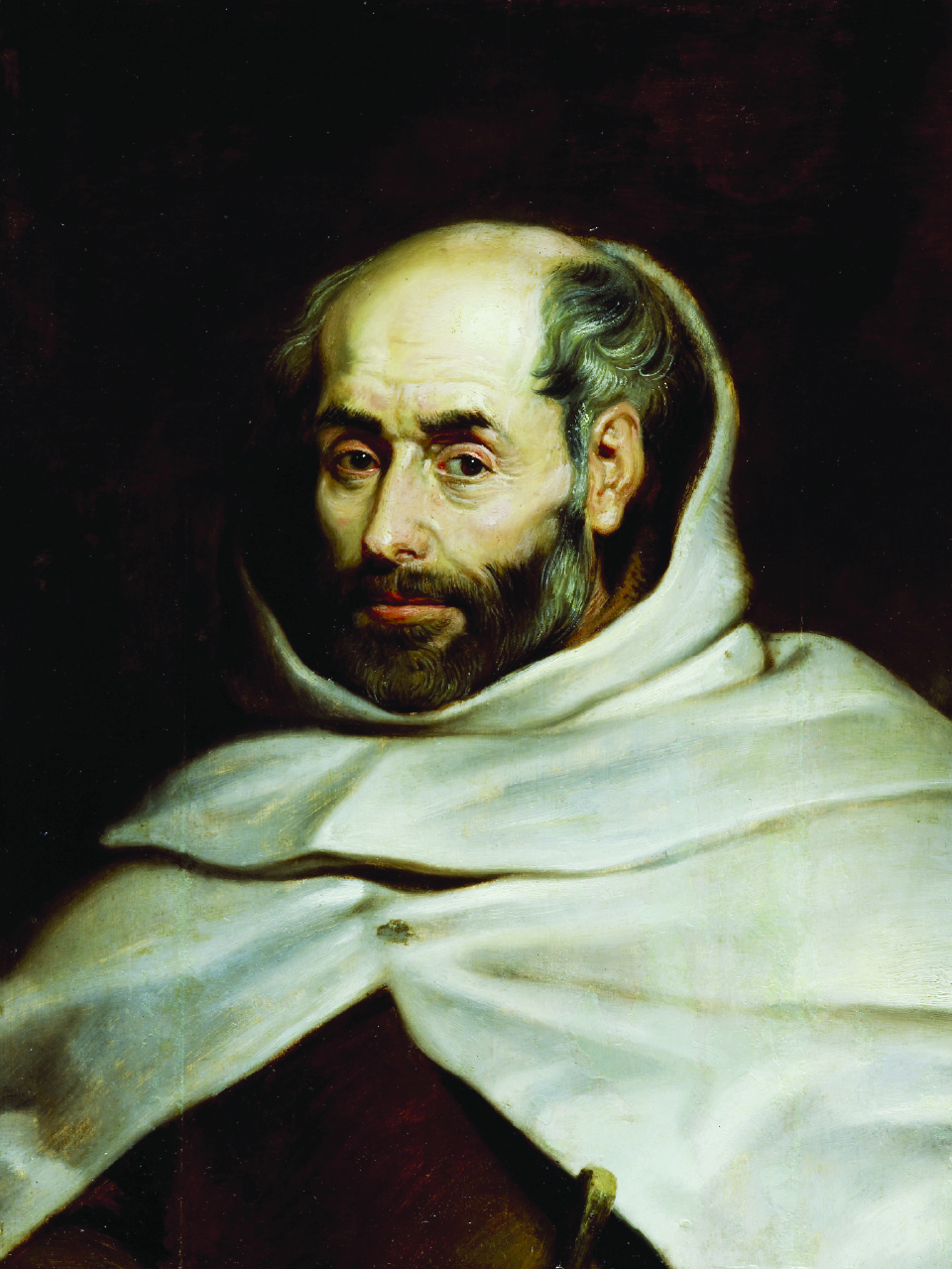
Taller de Rubens: Retrat de Domingo Ruzzola, cap a 1621. Oli sobre taula, 64,1 x 48,4 cm, Ginebra, Musée d'art et d'histoire.